# Bartolomeo Ánglico

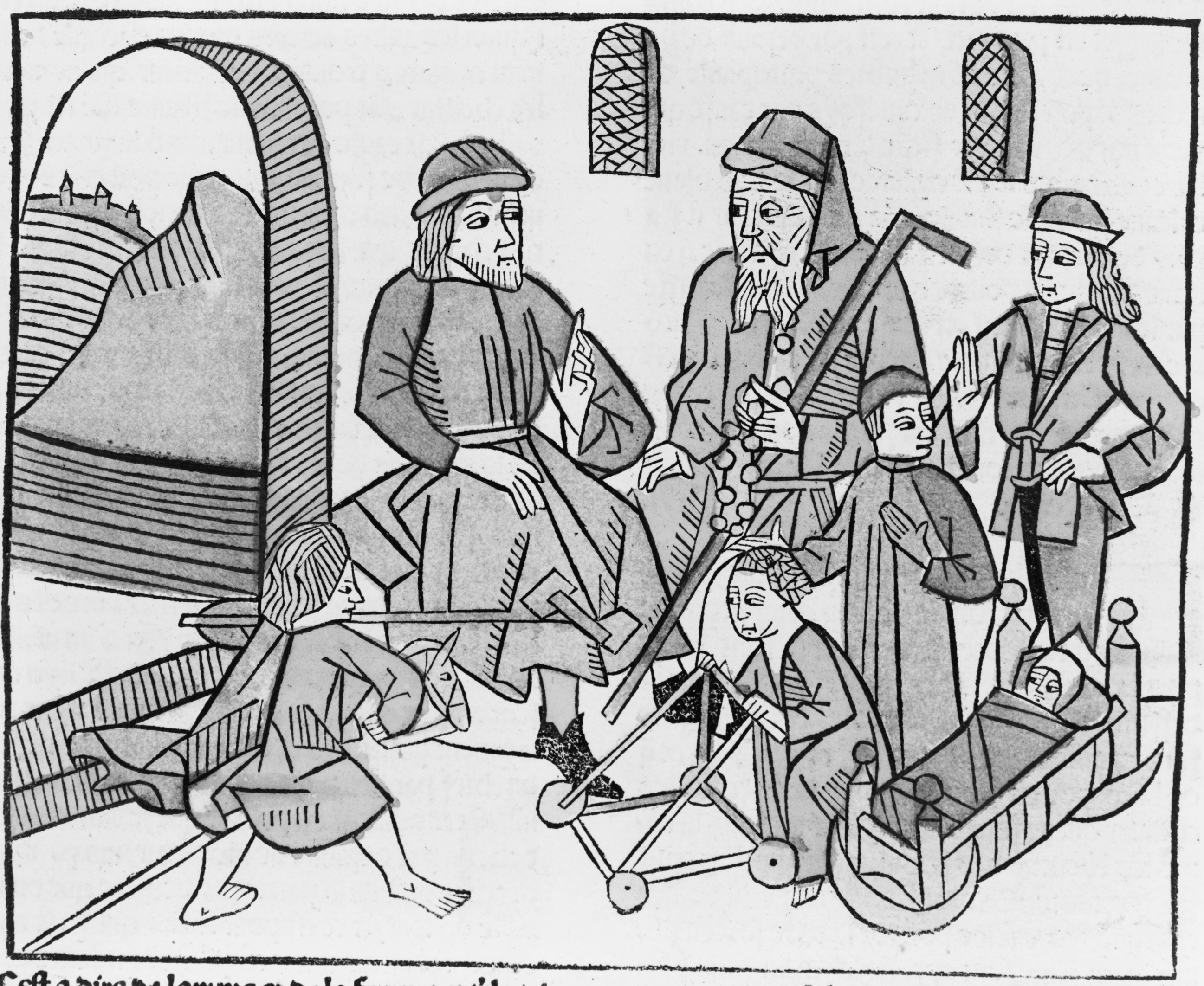
Etapas de la vida por Bartolomeo Ánglico (1486).

Bartolomeo Ánglico (Bartolomeo de Inglaterra o Bartolomé el Inglés) (nacido antes de 1203–muerto en 1272) fue un erudito escolástico de principios del siglo XIII, miembro de la Orden Franciscana. Fue el autor del compendio De proprietatibus rerum ("Sobre las propiedades de las cosas"), fechado en el 1240, un temprano precursor de la enciclopedia y uno de los libros más populares de la Edad Media. Bartolomeo también mantuvo posiciones jerárquicas dentro de la Iglesia y fue designado obispo de Luków aunque no estuvo consagrado a esa posición.

## Biografía
Se sabe poco de los primeros años de Bartolomeo. Se cree que habría nacido en torno al siglo XIII, de padres desconocidos. La primera constancia de él se tiene en 1224 en París como profesor, aunque se cree que había estudiado en la Universidad de Oxford.

## Escritos enciclopédicos

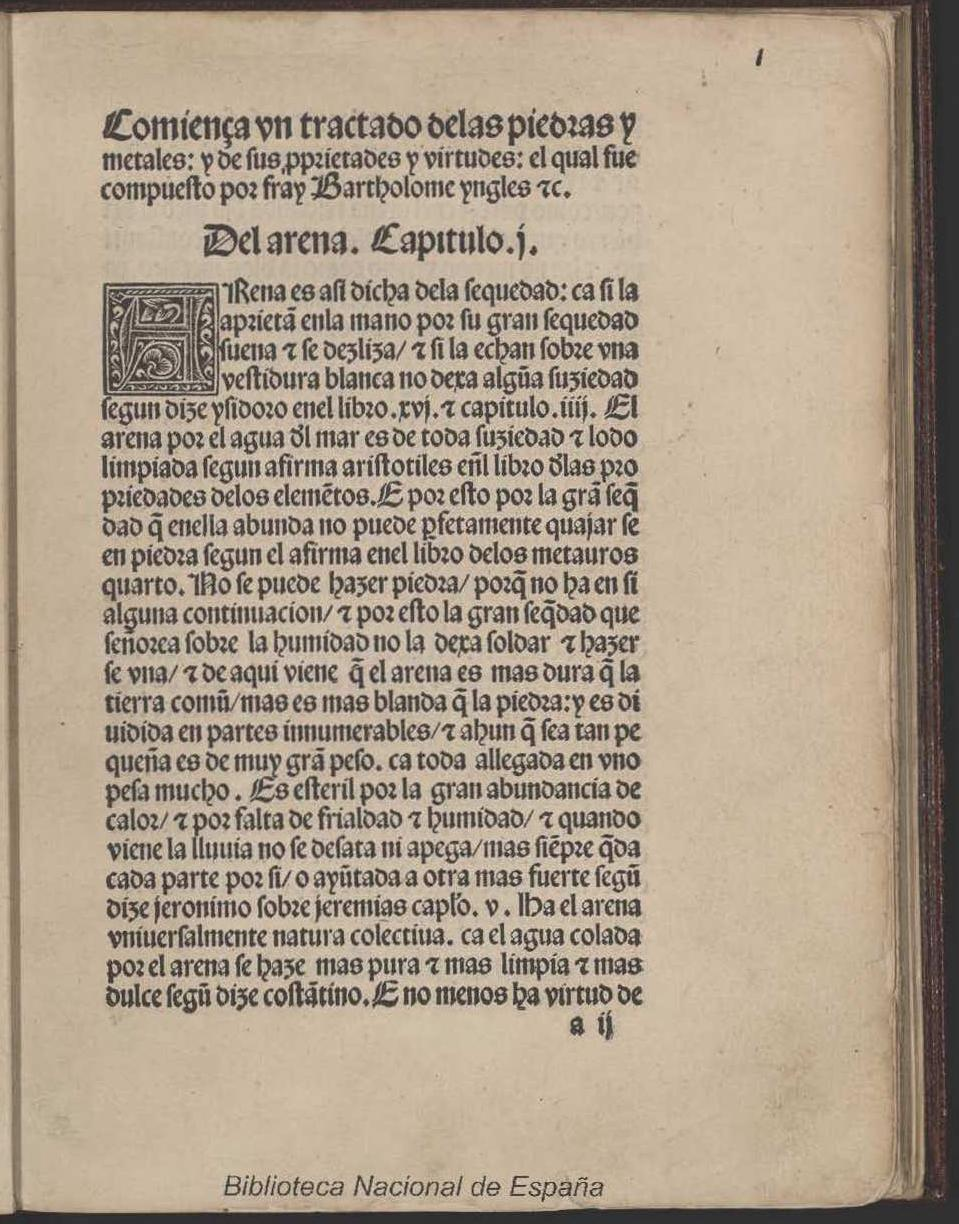
Tratado de los metales e piedras preciosas e de sus virtudes, de Bartolomeo Ánglico, traducido por Fr. Vicente de Burgos en 1497.

El trabajo De proprietatibus rerum fue escrito en la escuela de Magdeburg, en Sajonia, y dedicado al uso de los estudiantes y del público en general. Bartolomeo anotó cuidadosamente las fuentes del material incluido, aunque, hoy en día, es algunas veces imposible identificar o localizar algunas de ellas. Sus anotaciones dan una buena idea de la amplitud de la variedad de trabajos disponibles para un escolar medieval. El trabajo original en latín fue traducido al francés en 1372 y algunos manuscritos en sus versiones en latín y francés sobreviven. El trabajo fue posteriormente impreso en numerosas ediciones.
En castellano se imprimieron tres ediciones, dos de ellas de la obra completa, la primera en 1494 en Toulouse, Francia, y la segunda en 1529, en Toledo, España. La parte correspondiente a los minerales se imprimió como una obra separada, en una fecha que se desconoce con seguridad, entre 1495 y 1497, atribuyéndose la impresión a Pablo Hurus, aunque el impresor no aparece en la obra. Este libro  de mineralogía se considera una de las primeras obras impresas dedicada a esta ciencia, probablemente la segunda, después de De mineralibus, de Alberto Magno (impreso en Padua en 1476 y en Venecia en 1495), y la primera en una lengua moderna.
John Trevisa produjo una traducción al inglés en 1397. Algunos extractos fueron recopilados por Robert Steele bajo el título Medieval Lore: an Epitome en 1893. Una edición crítica de la traducción de Trevisa apareció en 1988.
El trabajo fue organizado en 19 libros. Los temas de los libros son, en orden:
1. De Deo, sobre Dios
2. De proprietatibus angelorum, sobre ángeles (incluidos demonios)
3. De anima, sobre la mente humana o el alma, la psicología
4. De humani corporis, sobre los humores corporales
5. De hominis corpore, sobre la medicina
6. De state hominis, sobre las edades (vida doméstica y familiar)
7. De infirmatibus, sobre enfermedades y venenos
8. De mundo, sobre el universo y los cuerpos celestes
9. De temporibus, sobre el tiempo (magnitud física)
10. De materia et forma, sobre, formas y materias (elementos)
11. De aere, sobre el aire y el tiempo atmosférico
12. De avibus, sobre las aves
13. De aqua, sobre el agua y los peces
14. De terra, sobre la tierra y sus formas incluyendo geografía
15. De regionibus et provinciis, sobre las regiones y provincias
16. De lapidibus et metallis, sobre gemas, minerales y metales, animales
17. De herbis et arboribus, sobre plantas
18. De animalibus, sobre animales terrestres
19. De accidentibus, sobre colores, olores, gustos, sustancias, medidas, números y música

De Aspectibus,  una traducción medieval en latín del Kitab al-Manazir (Libro de Ópticas) de Ibn al-Haytham, Alhacen, fue citado por primera vez en este compendio, fechado en torno a 1240.

## Cargos eclesiásticos
Bartolomeo, como fraile franciscano, ejerció su ministerio eclesiástico en Austria en 1247, después en Bohemia en 1255. Este puesto incluía Polonia, donde resolvió una disputa entre el Duque Boleslaw y el captítulo de la Catedral en Krakóv. El Papa Alejandro IV le asignó el cargo de delegado papal al norte de los Cárpatos en 1256 siendo designado obispo de Lukóv. Sin embargo, probablemente no se consagró en ese cargo debido a la segunda invasión mongola de Polonia en 1259. Bartolomeo fue designado ministro de Sajonia en 1262 y sirvió en ese puesto hasta su muerte en 1272.
Ha sido confudido algunas veces con Bartolomé de Glanvilla, otro fraile franciscano que vivió un siglo después.